# Bell 204/205
Bell 204/205 är en medeltung transporthelikopter som förmodligen är mer välkänd för den amerikanska försvarsmaktens beteckning; UH-1 Iroquois. Inledningsvis användes militärt dock beteckningen HU-1 (Helicopter Utility), vilket gav den smeknamnet Huey. Sedermera ändrades den militära beteckningen till den nuvarande; UH-1 (Utility Helicopter). Bell 204 var den första massproducerade helikoptern som drevs av en gasturbinmotor.

## Utveckling
Bell konstruerade 1955 modell 204 (XH-40), som ett svar på amerikanska arméns uppställda krav på en ny generation transporthelikopter med gasturbinmotor. Bell vann upphandlingen och den första militära varianten av Bell 204 (UH-1A) började levereras 1958, till civila köpare började Bell 204 levereras 1961.
Ur Bell 204 utvecklades Bell 205, vilken är något större och längre samt med en kraftigare motor som ger bättre prestanda. Bell 204/205 har genom åren producerats i ett stort antal (16000+) och som en rad olika varianter. Vidare har helikoptern även licenstillverkats av bl.a. italienska Agusta.